# Liste der Biografien/Aul
Liste der Biografien |
Portal Biografien |
Personensuche
# |
A |
B |
C |
D |
E |
F |
G |
H |
I |
J |
K |
L |
M |
N |
O |
P |
Q |
R |
S |
T |
U |
V |
W |
X |
Y |
Z |
?
 
Aa |
Ab |
Ac |
Ad |
Ae |
Af |
Ag |
Ah |
Ai |
Aj |
Ak |
Al |
Am |
An |
Ao |
Ap |
Aq |
Ar |
As |
At |
Au |
Av |
Aw |
Ax |
Ay |
Az
 
Aua |
Aub |
Auc |
Aud |
Aue |
Auf |
Aug |
Auh |
Aui |
Auj |
Auk |
Aul |
Aum |
Aun |
Aup |
Aur |
Aus |
Aut |
Auv |
Auw |
Aux |
Auz
Die Liste der Biografien führt alle Personen auf, die in der deutschsprachigen Wikipedia einen Artikel haben. Dieses ist eine Teilliste mit 87 Einträgen von Personen, deren Namen mit den Buchstaben „Aul“ beginnt.

## Aul
- Aul, Ewald (1926–2013), deutscher Holocaust-Überlebender
- Aul, Karl-Heinz (* 1956), deutscher Fußballspieler

### Aula
- Aula, Giacomo (* 1967), italienischer Jazz-Pianist
- Aulack, Ludwig von (1706–1763), preußischer Oberstleutnant, Kommandeur eines Grenadierbataillons, Oberforstmeister des Herzogtums Magdeburg
- Aulagnier, Piera (1923–1990), französische Psychoanalytikerin und Psychiaterin
- Aulan, Jean d’ (1900–1944), französischer Unternehmer, Bobfahrer, Flieger und Autorennfahrer
- Aular, Orluis (* 1996), venezolanischer Radsportler
- Aulard, François-Alphonse (1849–1928), französischer Historiker
- Aulas, Alexandre (* 1986), französischer Radrennfahrer

### Aulb
- Aulbach, Ingo (* 1962), deutscher Fußballspieler
- Aulbach, Ludwig (1914–1989), deutscher Journalist und Chefredakteur
- Aulbach, Marco (* 1993), deutscher Fußballtorhüter
- Aulbert, Frauke, deutsche Sängerin, Stimmkünstlerin, Performerin und Komponistin

### Auld
- Auld, Alex (* 1981), kanadischer Eishockeytorwart
- Auld, Andrew (1900–1977), US-amerikanischer Fußballspieler
- Auld, Bertie (1938–2021), schottischer Fußballspieler und -trainer
- Auld, Georgie (1919–1990), US-amerikanischer Jazz-Tenorsaxophonist, Klarinettist und Bandleader des Swing
- Auld, William (1924–2006), schottischer Esperanto-Schriftsteller
- Auld, William Patrick (1840–1912), australischer Winzer, Weinhändler und Entdecker

### Aule
- Aule, Eduard (1878–1947), estnischer Politiker und Bankier
- Auleb, Helge (1887–1964), deutscher General
- Auleb, Hermann (1832–1911), deutscher Jurist und Politiker, MdL
- Aulén, Gustaf (1879–1977), schwedischer lutherischer Geistlicher, Theologe und Bischof
- Aulen, Johannes, deutscher Komponist
- Aulenbach, Christian (1769–1844), deutscher evangelisch-lutherischer Pfarrer und Dichter in der Pfalz
- Aulenbach, Friedrich (1810–1882), deutscher Autor und Dichter
- Aulenbach, Karl (1813–1881), deutscher Autor und Dichter
- Aulenbacher, Brigitte, deutsche Soziologin
- Aulenbrock, Carina (* 1994), deutsche Volleyballspielerin
- Aulenbrock, Christine (* 1992), deutsche Volleyball- und Beachvolleyballspielerin
- Aulenkamp, Roswitha (* 1946), deutsche Komponistin, Klavierpädagogin und Pianistin
- Aulenti, Gae (1927–2012), italienische Architektin
- Aulepp, Sascha Karolin (* 1970), deutsche Juristin und Politikerin (SPD), MdBB und SenatorinSascha Karolin Aulepp (* 1970)

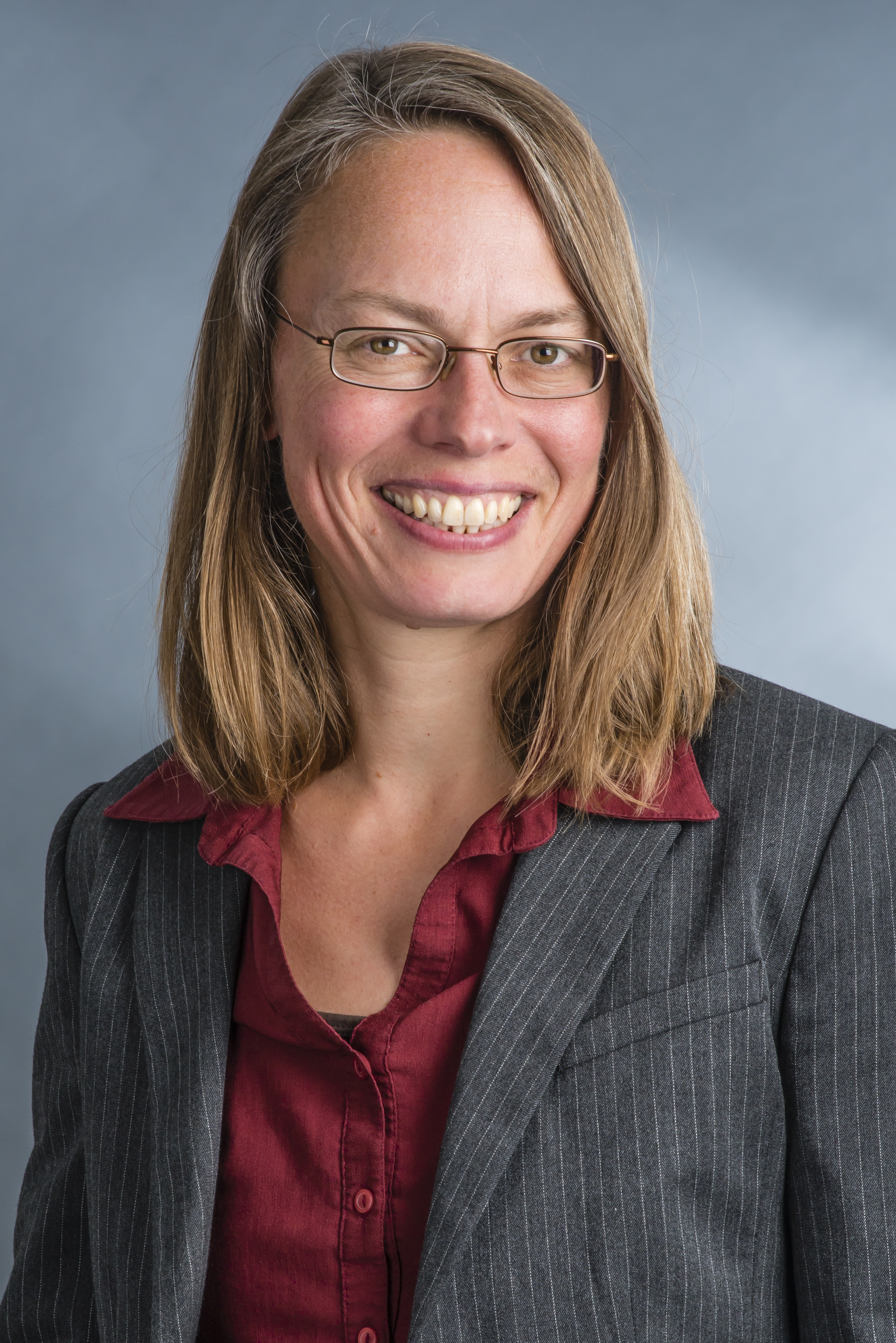
Sascha Karolin Aulepp (* 1970)

- Auler, Alexander (* 1993), deutscher Musicaldarsteller
- Auler, Carl (1854–1930), preußischer General der Infanterie, Militärberater im Osmanischen Reich und Reiseschriftsteller
- Auler, Ellen (1899–1959), deutsche Porträt- und Genremalerin der Düsseldorfer Schule
- Auler, Jost (* 1958), deutscher Prähistoriker, Historiker, Journalist und Verleger
- Auler, Louis (1853–1922), Landtagsabgeordneter Großherzogtum Hessen
- Auler, Thomas (* 1959), deutscher Politiker (FDP), MdL
- Auler, Wilhelm (1883–1955), deutscher Wirtschaftswissenschaftler
- Auler, Wolfgang (1904–1986), deutscher Organist
- Aulete, Francisco Júlio de Caldas (1826–1878), portugiesischer Politiker, Didaktiker, Lusitanist und Lexikograf
- Auletta, Mino (1929–2012), italienischer Jurist und Präsident des Internationalen Sportgerichtshofs (CAS)
- Auletta, Pietro (1698–1771), italienischer Komponist und Organist

### Aulf
- Aulfes, Heinz (1927–2022), deutscher Gymnasiallehrer, MdBB (SPD)

### Aulh
- Aulhorn, Elfriede (1923–1991), deutsche Ophthalmologin und Hochschullehrerin
- Aulhorn, Johann Adam (1729–1808), Schauspieler, Sänger und Tänzer am Hofe Sachsen-Weimar-Eisenach

### Auli
- Aulí i Caldentey, Joan (1796–1869), mallorquinisch-spanischer Organist und Komponist
- Aulia, Catherine (* 2004), australische Tennisspielerin
- Aulia, Dina (* 2003), indonesische Hürdenläuferin
- Aulia, Shella Devi (* 1994), indonesische Badmintonspielerin
- Aulich, Bruno (1902–1987), deutscher Musikwissenschaftler, Musikschriftsteller, Komponist und Dirigent
- Aulich, Herbert (1927–2020), deutscher Maler, Grafiker und Objektkünstler
- Aulich, Ludwig († 1849), ungarischer Revolutionsgeneral
- Auliczek, Dominik (1734–1804), Bildhauer, Porzellankünstler, Hofbildhauer
- Aulie, Keith (* 1989), kanadischer Eishockeyspieler
- Aulie, Otto (1894–1923), norwegischer Fußballspieler
- Aulie, Reidar (1904–1977), norwegischer Maler
- Aulike, Matthias (1807–1865), preußischer Beamter und Politiker
- Aulin, Ewa (* 1950), schwedische Filmschauspielerin
- Aulin, Jared (* 1982), kanadischer Eishockeyspieler
- Aulin, Laura Valborg (1860–1928), schwedische Pianistin und Komponistin
- Aulin, Tor (1866–1914), schwedischer Violinist, Dirigent und Komponist
- Aulinger, Elise (1881–1965), deutsche Schauspielerin
- Aulitzky, Herbert (1922–2012), österreichischer Ingenieur
- Aulitzky, Karl (1891–1945), österreichischer Altphilologe und Gymnasiallehrer
- Aulitzky, Patricia (* 1979), österreichische SchauspielerinPatricia Aulitzky (* 1979)

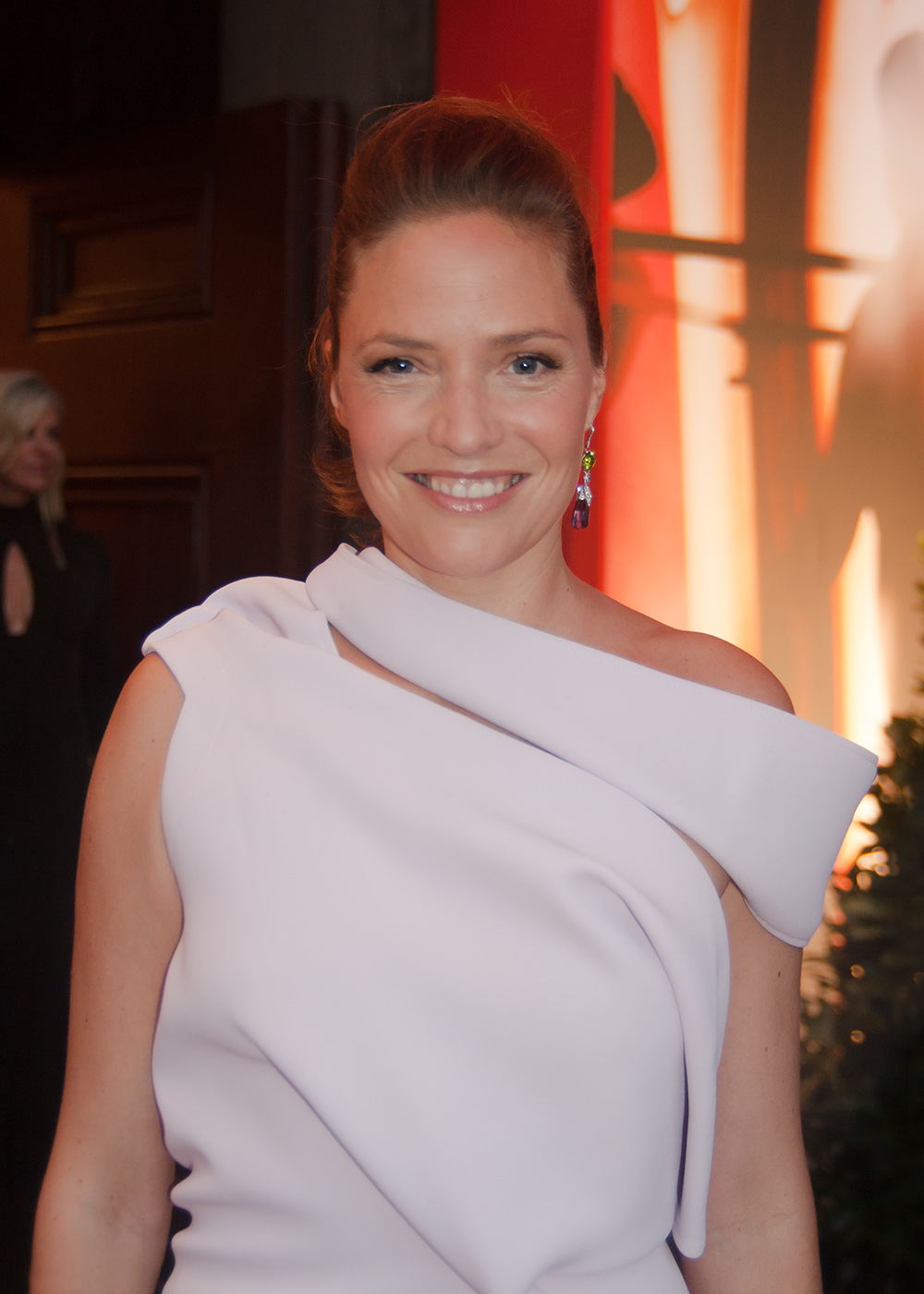
Patricia Aulitzky (* 1979)

- Aulius Cerretanus, Quintus († 315 v. Chr.), römischer Konsul 323 und 319 v. Chr.

### Aulk
- Aulke, Anton (1887–1974), deutscher Lehrer und Schriftsteller

### Aull
- Aull, Franz Philipp (1779–1850), Landtagsabgeordneter Großherzogtum Hessen
- Aull, Hans (1869–1948), deutscher Richter in Bayern
- Aull, Heinz (1926–1996), deutscher Politiker (SED) und stellvertretender Minister in der DDR

### Aulm
- Aulmann, Georg (1884–1969), deutscher Naturwissenschaftler

### Auln
- Aulnaye, François Henri Stanislas de l’ (1739–1830), französischer Freimaurer und Schriftsteller
- Aulnis de Bourouill, Johan d’ (1850–1930), niederländischer Ökonom
- Aulnoy, Marie-Catherine d’ († 1705), französische SchriftstellerinMarie-Catherine d’Aulnoy († 1705)

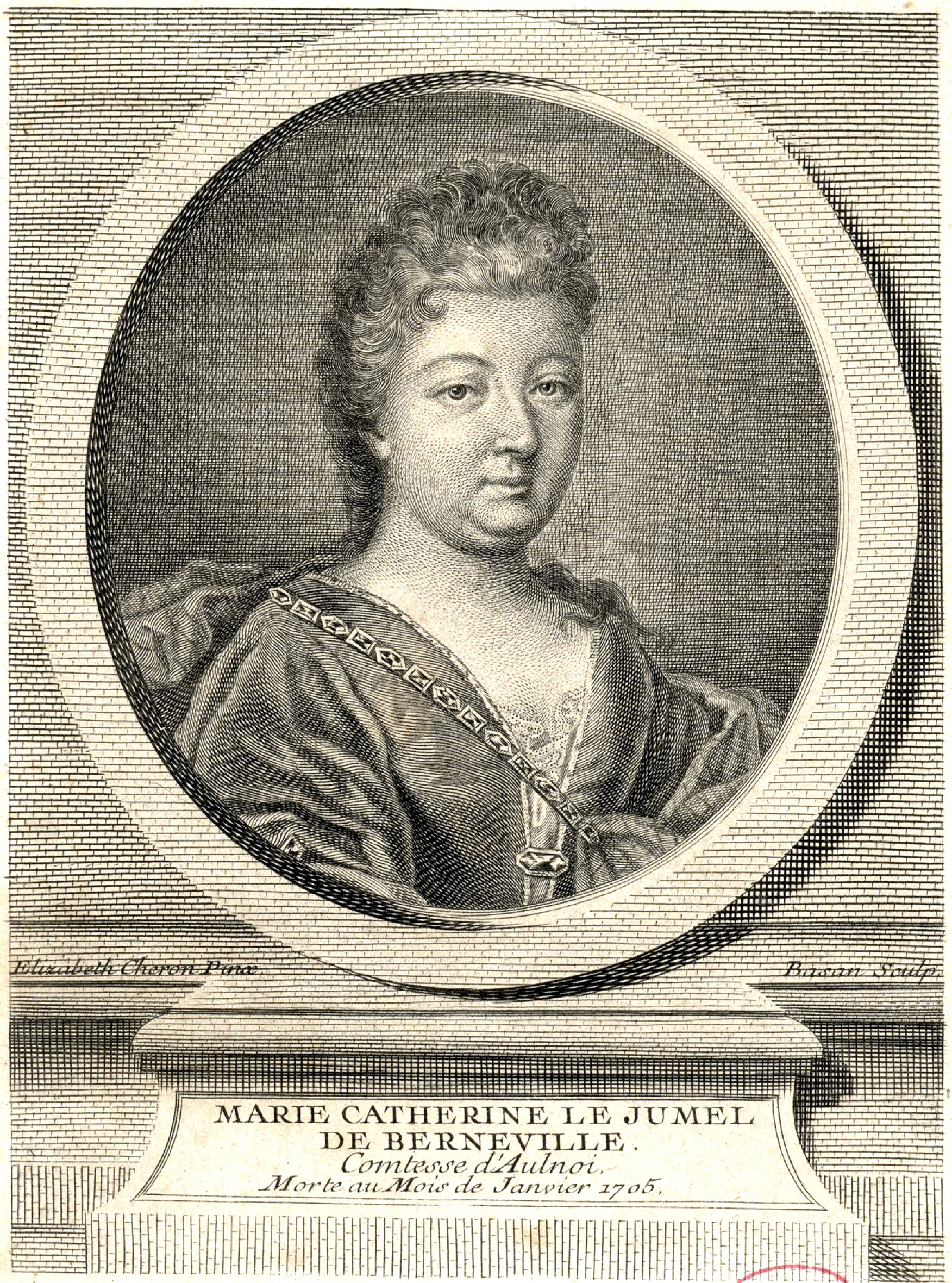
Marie-Catherine d’Aulnoy († 1705)

### Aulo
- Aulock, Andreas von (1893–1968), deutscher Oberst im Zweiten Weltkrieg
- Aulock, Hans von (1906–1980), deutscher Bankier, Münzsammler und Numismatiker
- Aulock, Heinrich von (1824–1885), deutscher Mediziner, Gutsbesitzer und Mitglied des deutschen Reichstags
- Aulock, Hubertus von (1891–1979), deutscher Generalmajor der Reserve, NSKK-Brigadeführer
- Aulock, Karl von (1771–1830), Titularbischof von Marokko und Weihbischof in Breslau
- Aulock, Wilhelm von (1900–1993), deutscher Ministerialbeamter
- Aulotte, Robert (1920–2001), französischer Romanist und Literaturwissenschaftler

### Ault
- Ault, Dick (1925–2007), US-amerikanischer Hürdenläufer
- Ault, Garnet (1905–1993), kanadischer Schwimmer
- Ault, George (1891–1948), US-amerikanischer Maler
- Ault, Marie (1870–1951), britische Schauspielerin